# Axel Paulander
Axel Paulander, född 21 september [källa behövs]1999 i Helsingborg, är en svensk skådespelare. Han spelade Benny i SVT:s julkalender Mysteriet på Greveholm – Grevens återkomst.

## Filmografi
- 2012 – Mysteriet på Greveholm – Grevens återkomst (TV-serie)